# August Hullmann
Heinrich Gerhard August Hullmann (* 18. August 1826 in Elsfleth; † 21. November 1887 in Leipzig) war Reichsgerichtsrat und Mitglied des Deutschen Reichstags.

## Leben und Wirken
Der Sohn des Deichkondukteurs Johann Hullmann (1792–), besuchte das Gymnasium in Jever. Hullmann studierte ab 1846 Rechtswissenschaften an der Universität Jena. Während seines Studiums in Jena wurde er 1846 Mitglied der Verbindung auf dem Burgkeller. Hullmann war 1848 Teilnehmer beim Wartburgfest vom 12. Juni 1848. 1848 war er Vorstandsmitglied des demokratischen Vereins in Jena. Am 14. August 1848 wurde Hullmann verhaftet, als er als Deputationsmitglied versuchte, einen bei Unruhen am Vortag verhafteten Studenten unter Androhung von Gewalt freizupressen. Am 26. August 1848 wurde Hullmann aus seiner Haft in Weimar entlassen. Er leitete mit Friedrich Wilhelm Eschen die Redaktion des Thüringer Volkstribun vom 14. Oktober bis 23. Dezember 1848, die er von den Verhafteten Wilhelm Adolph Lafaurie (1816–1875) und Carl Gustav Rothe (1823–1910) übernommen hat. Am 15. Februar 1849 bot Hullmann Karl Marx die Mitarbeit in der Neuen Rheinischen Zeitung an. Am 22. Februar wurde ein Artikel Hullmanns dort über das Gerichtsverfahren gegen Lafaurie und Rothe veröffentlicht. Sein Studium konnte er nur durch ein Stipendium des Großherzogs von Oldenburg abschließen, das sein Vater auf Grund einer Geisteskrankheit arbeitsunfähig und deswegen hoch verschuldet war. 1850 ging er in den Justizdienst. Nachdem Vorbereitungsdienst als Amtsauditor in Tossens und Landgerichtssekretär in Neuenburg legte er im Oktober 1853 die zweite juristische Staatsprüfung ab. 1855 ernannte man ihn zum Landgerichtsassessor in Oldenburg. 1858 wurde er an das Obergericht in Varel versetzt. 1861 wurde er Hilfsrichter beim Appellationsgericht in Oldenburg und im nächsten Jahr an das dortige Obergericht versetzt. 1865 wurde er als Rat Mitglied am Obergericht Oldenburg. 1868 kam er als Hilfsrichter an das Oberappellationsgericht in Oldenburg. Ab 1873 war er Oberappellationsrat. 1878 wurde er zum Reichsoberhandelsgerichtsrat in Leipzig, 1879 in den zweiten Zivilsenat des Reichsgerichts berufen.
1857 und 1863 war er Mitglied des Oldenburgischen Landtags, von 1869 bis 1872 als dessen Präsident. Er bewarb sich 1867 vergeblich um ein Reichstagsmandat.
1874 wurde er für den Reichstagswahlkreis Großherzogtum Oldenburg 1 (Oldenburg, Eutin, Birkenfeld) und die Nationalliberale Partei in den Deutschen Reichstag gewählt. Zusammen mit dem ebenfalls aus Oldenburg stammenden Hermann Becker, war er in der Gesetzgebungskommission für die Reichsjustizgesetze von 1877 und schrieb einen den ersten Kommentare zur neuen Konkursordnung.

## Schriften
- Die Reform des Grunderbrechts im Herzogthum Oldenburg, Oldenburg 1870, Digitalisat des MPIER.
- Die Concursordnung für das Deutsche Reich, 1879.
- Das Oldenburgische Gesetz, betreffend die Aufhebung der Berufungsinstanz, Der Gerichtssaal, Jahrgang 21 (1869), S. 161.